# Калміябашівська сільська рада
Калміяба́шівська сільська рада (рос. Калмиябашевский сельский совет) — муніципальне утворення у складі Калтасинського району Башкортостану, Росія. Адміністративний центр — присілок Калміябаш.
Станом на 2002 рік до складу сільської ради входило також селище Чумара, яке пізніше увійшло до складу Кельтеївської сільської ради.

## Населення
Населення — 951 особа (2019, 1140 в 2010, 1385 в 2002).

## Склад
До складу поселення входять такі населені пункти:
| Населений пункт      | Населення, осіб (2002) | Населення, осіб (2010) |
| -------------------- | ---------------------- | ---------------------- |
| Бабаєво, присілок    | 387                    | 336                    |
| Бар'яза, село        | 52                     | 53                     |
| Василово, присілок   | 338                    | 273                    |
| Калміябаш, присілок  | 413                    | 351                    |
| Надеждино, село      | 71                     | 66                     |
| Султанаєво, присілок | 62                     | 61                     |